# Parc Nacional Tathra
El Parc Nacional Tathra és un parc nacional d'Austràlia Occidental, situat a 240 km al nord de Perth.
El parc està situat en una zona de plana sorrenca i està envoltat de terres de conreu, ja que va escapar de la desforestació pels cultius de blat a principis del segle XX. Les valls poc profundes amb sòls sorrencs canvien a laterita als vessants i cims dels turons. El parc es considera una mostra representativa de la flora de la zona, tot i que inclou algunes plantes inusuals, com ara una espècie de Daviesia que es caracteritza per les seves grans flors vermelles, que només es coneix a la reserva, i la dryandra peluda (Banksia splendida).

## Dades
- Àrea: 43 km²
- Coordenades: 29° 46′ 37″ S 115° 31′ 44″ E
- Data de Creació: 1970.[4]
- Administració: Departament de Conservació i terres d'Austràlia Occidental
- Categoría UICN: II